# Ipotești, Suceava
Ipotești (germană Ipotestie ) este satul de reședință al comunei cu același nume din județul Suceava, Bucovina, România.

## Istorie
Cercetarea arheologică relevă faptul că teritoriul satului Ipotești a fost locuit încă din cele mai vechi timpuri. Dovadă stau mărturiile arheologice găsite în zona ,,Seliște” - și anume bucăți de chirpic și zgură metalică, alături de fragmente ceramice aparținând culturilor  Poienești-Lucașeuca și  Sântana de Mureș-Cerneahov încă din epoca fierului. De altfel, și toponimul "seliște" sau "siliște" face referire la un loc pe care a fost așezat mai demult un sat sau la vatra satului. În zona ,,Lan”, la jumătatea terasei superioare a răului Suceava, pe drumul ce face legătura între drumul județean DJ 208 Suceava – Bosanci și sat, în ravena de la marginea drumului s-au descoperit fragmente arheologice din cultura Criș, fapt care a determinat ca în anul 1971 să se întreprindă un sondaj arheologic. Sondajul a intersectat o locuință de suprafață din care s-au recoltat fragmente ceramice, unele având o angobă roșiatică cu amestec de nisip. Alte fragmente erau ornamentate cu proeminențe, iar cele mai multe vase aparțineau tipului cu fundul îngroșat, tipice acestei culturi. De asemenea, s-au găsit  daltițe de marnă și silicolit, precum și câteva piese de silex.
Foarte interesantă este și descoperirea unei așezări neolitice, precum și a unei necropole geto–dacice din secolul IV – III î.en. în punctul ,,La pod la Rediu”. Situl arheologic "La pod la Rediu", inclus în prezent pe „Lista monumentelor istorice din județul Suceava” sub codul SV-I-s-B-05399, se află de o parte și de alta a podului de pe șoseaua care face legătura dintre localitățile Ipotești și Bosanci, în dreptul pădurii Rediu. Este printre puținele descoperiri funerare din Moldova aparținând acestei perioade și unica pentru nordul acestei zone care ilustrează unitatea culturii materiale și spirituale geto–dacice în zonele extracarpatice ale Daciei. 
Tot aici au fost descoperite urme ale prezenței umane datând din perioada neolitică (6500 – 3500 î. Hr) constând din: așchii, lame și nuclee de silex, urme de ceramică etc aparținând, cel mai probabil, culturii Precucuteni. Această vatră a continuat să fie locuită, aici descoperindu-se și o necropolă cu două morminte de incinerație, datând din sec. IV-III a. Hr. (Latène). Aici s-au descoperit resturi de ceramică, preponderent grosieră, de culoare gri sau cărămizie. Doar câteva fragmente au fost realizate din pastă fină și decorate cu crestături pe margine. Materialul arheologic aparține, cel mai probabil, culturii Noua.
Alte descoperiri făcute cu prilejul asfaltării drumului județean DJ208A Suceava – Ipotești au surprins o  conductă care traversa șoseaua îndreptându-se către platoul Cetății de Scaun. Conducta surprinsă constituie un segment din traseul unei instalații de alimentare cu apă potabilă a Cetății de Scaun a Sucevei, conducta ce pornește din zona ,,Șipot”, unde probabil se amenajase o captare de izvoare. După tipologia conductelor descoperite în orașul Suceava, cele găsite în satul Ipotești aparțin secolului al XV-lea, respectiv al XVI-lea și arată că această amenajare poate fi datată în vremea lui Ștefan cel Mare sau a urmașilor săi imediați.
Prima atestare documentată a satului Ipotești apare în 1586, când într-un document în limba slavonă se vorbește despre vătămanul, sau hotarnicul Simașco din Epotesci. Referirile din secolul XVII sunt însă mult mai numeroase. Astfel, un document din 1638 amintește de "megiașii" din Epotest, iar un altul din 1666, vorbește despre boierul Ursache care primea Ipoteștiul ca moșie.
Hotarele satului Ipotești s-au fixat la 3 august 1716. 
Dintr-un alt document aflăm că Constantin Cantacuzino Măgureanul, care stăpînea numeroase sate, printre care și Horodnicenii și Ipoteștiul, s-a stabilit în curțile boierești de la Tișăuți. Din documentele ce ni s-au păstrat rezultă că acesta a avut serioase preocupări gospodărești. In 1788 fiul său Ienache scria că își aduce aminte „din auzire de la părinți“ că în vremea cînd aceștia au stat la Tișăuți „ave ezitu un heleșteu din sus de hăleșteul Parțăcul“.
Drumul care face legătura dintre Suceava și Ipotești (și care continuă spre Bosanci, Liteni și mai departe) a fost atestat documentar pentru prima dată în vremea lui Ștefan cel Mare, în anul 1456, sub numele de "drumul cel mare al Sucevei", deși probabil vechimea acestuia este cu mult mai îndelungată. Două secole mai târziu, în 1663, acesta era numit "drumul cel vechiu de vine de la Suceava", pentru ca în 1726 să i se spună "drumul cel mare, iar în 1753 "drumul Harabagiilor" sau "calea mare".

## Învățământ
Prima școală din Ipotești (“Școala de Sus”), a fost înființată în anul 1894 și era alcătuită din două săli mari de clasă, o cancelarie și locuința directorului. Un an mai târziu, Gazeta Bucovinei” din Cernăuți, scria: „Comuna Ipotești, vestită odată prin sărăcia locuitorilor cari își petreceau zile întregi prin cârșme, a devenit azi o comună cinstită și’n loc să afle sprijin la puternicii zilei este așa de vitrig tratată! Văzând Ipoteștenii cumcă sunt cei mai scăpătați și remași de râsul lumei, au eșit din întunericul neștiinței la lumină și și-au zidit o școală frumoasă cu gândul ca să pregătească măcar copiilor lor un trai, un viitor mai fericit. Lepădându-se adecă cu toții de beutura holercei, au împodobit Ipoteștenii, în semn de mulțumire și aducere aminte, mai întâi casa lui Dumnezeu, au ridicat o clopotniță nouă și au și cumpărat trei clopote mari, cari duc prin sunetul lor curat în toată țara vestea despre mila celui prea înalt, care s’a îndurat și de locuitorii Ipoteștilor”.  În 1895, la această școală studiau 258 de elevi, dintre care 150 de fete și 108 băieți.

## Religie
Majoritatea locuitorilor din satul Ipotești este de religie ortodoxă, baptistă sau penticostală. 
Prima biserica ortodoxă din Ipotești a fost construită în jurul anului 1830. Actualmente, slujbele se țin într-o biserică nouă cu hramul "Sfinții Arhangheli Mihail și Gavriil", care a fost sfințită în anul 1995. Biserica Penticostală din Ipotești a fost înființată în 1923, iar Biserica Baptistă, trei ani mai târziu, în anul 1926.

## Controverse
Locuitorii satului Ipotești vorbesc, pe lângă limba română, și limba ucraineană (ruteană). Există mai multe versiuni orale care circulă pe teritoriul satului și care încearcă să explice acest fenomen. Conform uneia dintre ele, locuitorii cu numele de familie având rezonanță slavă ar fi descendenții unei etnii din Carpații Galiziei (între Ucraina și Polonia). O altă versiune orală susține că strămoșii locuitorilor din Ipotești ar fi fost, de fapt, soldați cazaci stabiliți în sat, undeva în Evul Mediu, în urma unei bătălii pierdute. Există însă și surse orale  care consideră că locuitorii satului ar fi de origine română, dar că ar fi trecut în perioada 1786-1849 printr-un întreg proces de ucrainizare forțată.